# Andrena anograe
Andrena anograe is een vliesvleugelig insect uit de familie Andrenidae. De wetenschappelijke naam van de soort is voor het eerst geldig gepubliceerd in 1901 door Cockerell.